# Daihatsu
Daihatsu Motor Co., Ltd.(jap. ダイハツ工業株式会社 Daihatsu Kogjo Kabušiki-Gaiša) je najstarejši japonski proizvajalec avtomobilov. Znan je po majhnih avtomobilih in izvencestnih vozilih. Sedež podjetja je v Ikedi, provinci Osaka.

## Vozila

### Potniški avtmobili
- Altis / Toyota Corolla Altis, Toyota Camry
- Applause
- Atrai
- Ayla / Toyota Agya / Toyota Wigo
- Bee
- Ceria
- Charade / Toyota Vitz
- Charmant / Toyota Corolla
- Compagno
- Consorte
- Copen
- Cuore
- Domino
- Esse
- Grand Move/Pyzar
- Gran Max
- Fellow
- Fellow Max
- Fourtrak / Toyota Blizzard
- Daihatsu Light Bus
- Luxio
- Materia/Coo / Toyota bB
- Max
- Mebius / Toyota Prius α
- Mira / Mira Gino
- Move
- Leeza
- Naked
- Opti
- Rocky / Feroza
- Sirion/Storia / Toyota Duet
- Sirion/Boon / Toyota Passo
- Sonica
- Sportrak
- Taft
- Tanto
- Taruna
- Terios / Toyota Cami
- Terios/Be-Go / Toyota Rush
- Valera
- Wake
- Xenia / Toyota Avanza
- YRV

### Trikolesni tovornjaki
- CF (1962) 1¼-tonski
- CM (1962) 1½-tonski
- CO (1963) 2-tonski
- PL (1962) 1-tonski
- SCB (1955), SDB
- SKC ¾-ton
- SDF (1956) 1-tonski, SSDF 1½-tonski
- RKO (1956) 2-tonski
- RKM (1957)
- PM, PO (1958)
- BO (1962)
- Midget (1957-1972)
- V300 (1966)

### Dirkalni avtomobili
- P3
- P5

## Tovarna
- Ikeda - provinca Osaka, tudi sedež
- Rjuo, provinca Šiga
- Tada, provinca Hjogo
- Oyamazaki, provinca Kjoto
- Sunter II (Indonezija) - Astra Daihatsu
- Cumana, Estado Sucre (Venezuela) - Terios
- Seoul, južna Koreja